# Moulton (Northamptonshire)
Pour les articles homonymes, voir Moulton.
Moulton est une paroisse civile et un village du Northamptonshire, en Angleterre.